# Giuseppe Fiorini Morosini
Giuseppe Fiorini Morosini OM (Paola, Itália, 27 de novembro de 1945) é um clérigo religioso italiano e arcebispo católico romano emérito de Reggio Calabria-Bova.
Giuseppe Fiorini Morosini ingressou na ordem religiosa Paulaner, emitiu a profissão em 8 de dezembro de 1966 e foi ordenado sacerdote em 2 de agosto de 1969.
Papa Bento XVI nomeou-o bispo de Locri-Gerace-Santa Maria di Polsi em 20 de março de 2008. Foi ordenado bispo pelo Presidente do Pontifício Conselho Justiça e Paz e da Pastoral dos Migrantes e Itinerantes, Cardeal Renato Raffaele Martino, em 9 de maio do mesmo ano; Os co-consagradores foram Giuseppe Bertello, Núncio Apostólico na Itália e São Marino, e Salvatore Nunnari, Arcebispo de Cosenza-Bisignano. Ele escolheu In fide Filii Dei vivo como lema.
Em 13 de julho de 2013, o Papa Francisco o nomeou Arcebispo de Reggio Calabria-Bova. A posse ocorreu em 9 de setembro do mesmo ano.
Em 20 de março de 2021, o Papa Francisco aceitou a sua renúncia por idade.